# دايفيد هورسي
دايفيد هورسي (بالإنجليزية: David Horsey)‏ هو لاعب غولف بريطاني، ولد في 14 أبريل 1985 في ستوكبورت في المملكة المتحدة.

## وصلات خارجية
- دايفيد هورسي على موقع رابطة أوروبا للاعبي الغولف المحترفين (الإنجليزية)
- دايفيد هورسي على موقع التصنيف العالمي الرسمي للغولف (الإنجليزية)